# Klaus Goldschlag
Klaus Goldschlag (ur. 22 marca 1922 w Berlinie, zm. 30 stycznia 2012 w Toronto) – kanadyjski dyplomata niemieckiego, żydowskiego pochodzenia. Część jego rodziny zginęła podczas Holokaustu.

## Życiorys
Urodził się w Niemczech, przebywał w domu dziecka, został adoptowany przez Kanadyjczyka i od 1937 roku mieszkał w Kanadzie. Po ukończeniu Vaugh Road Collegiate studiował orientalistykę na Uniwersytecie w Toronto i na Uniwersytecie w Princeton. Po służbie wojskowej podjął pracę w Ministerstwie Spraw Zagranicznych Kanady. Był ambasadorem Kanady w Turcji w latach 1967-1971, Włoszech w latach 1973–1976 i Republice Federalnej Niemiec. W 1983 roku został Oficerem Orderu Kanady.